# Pimenio
Pimenio, obispo de Asidonia (Medina Sidonia), con nombre griego que refleja la pronunciación itacista de época bizantina en lugar del clásico Poemenius. Participó en el IV Concilio de Toledo del año 633 y en el sexto del año 638, siendo representado por el sacerdote Ubiliensio en el séptimo concilio toledano de 646. Consagró diversas iglesias, colocando en ellas nuevas reliquias de mártires, de lo que se han conservado diversas inscripciones en la ermita de los Santos de Medina Sidonia (año 630), en la de San Ambrosio de Barbate (año 644), en Salpensa (cerca de Utrera) del 648, y en los Santos Nuevos de Alcalá de los Gazules de 662con reliquias de los mártires Servando y Germán. Desarrolló una importante labor renovadora de su diócesis y su episcopado duró al menos 18 años, desde el 629 hasta después de 646.
Supuestamente fue sepultado en un monasterio actualmente desaparecido de la villa de Aquis (Talavera de la Reina), donde en el año 677 el rey visigodo Wamba estableció en su honor la diócesis de Aquis o diócesis Aquense-Eborense, dependiente de la silla pontificia de Mérida:  
«Villulae Aquis in qua venerabile corpus Sanctissimi Pimeij confesor debito quiescit honore...», aunque algunos autores apuntan que esta sepultura podría haber sido la del abad dumiense del mismo nombre o la de un santo del siglo II también llamado Pimenio.